# Дрийм Хамптън
Дрийм Хамптън (на английски: dream hampton) е американска журналистка.
Родена е в афроамериканско семейство в Детройт през 1971 г. Завършва режисура в Нюйоркския университет.
След дипломиранто си работи дълги години като журналист в разни издания, сред които „Вайб“, „Вилидж Войс“ и „Спин“, специализирайки се в областта на хип-хоп музиката.
От края на 1990-те години се насочва към документалното кино и става изпълнителен продуцент на редица филми. Най-голяма известност сред тях получава поредицата „Surviving R. Kelly“ (2019), посветена на многобройните обвинения в сексуално насилие срещу известния хип-хоп музикант Ар Кели и допринесла за неговия арест.